# Mikote
Mikote so naselje v Občini Krško.